# Jack Grainger (cầu thủ bóng đá, sinh năm 1924)
John "Jack" Grainger (3 tháng 4 năm 1924 – 10 tháng 1 năm 1983) là một cầu thủ bóng đá người Anh thi đấu ở vị trí tiền vệ chạy cánh.

## Sự nghiệp
Sinh ra ở Darton, Grainger bắt đầu sự nghiệp tại Frickley Colliery trước khi có 394 lần ra sân ở Football League cho Rotherham United và Lincoln City between 1947 and 1959.
Sau đó ông thi đấu bóng đá non-League cho Burton Albion.

## Đời tư
Anh trai Colin và các anh em họ Jack, Dennis và Edwin Holliday đều là các cầu thủ bóng đá.